# لاشين (سلسلة)
لاشين سلسلة روايات خيالية تنتمي إلى نوع أدب الرعب، وهي من تأليف الكاتبة المصرية شيرين هنائي. صدر العدد الأول من السلسلة في عام 2020 تحت عنوان «عهد الدجالين»، وصدر من السلسلة حتى الآن 16 عددا.  

## أعداد السلسلة
صدر من سلسلة لاشين حتى الآن 16 عددا كما هو موضح بالجدول التالي:
| تاريخ النشر | اسم الرواية                            | الناشر                    |
| ----------- | -------------------------------------- | ------------------------- |
| 2020        | الكتاب الأول - عهد الدجالين            | دار كتوبيا للنشر والتوزيع |
| 2021        | الكتاب الثاني - أبناء ديهيا            | دار كتوبيا للنشر والتوزيع |
| 2021        | الكتاب الثالث - كاهنة الأوراس          | دار كتوبيا للنشر والتوزيع |
| 2022        | الكتاب الرابع - خلف قسم اللبان         | دار كتوبيا للنشر والتوزيع |
| 2022        | الكتاب الخامس - حكايات الشمندورة       | دار كتوبيا للنشر والتوزيع |
| 2022        | الكتاب السادس - جزيرة الضحاك           | دار كتوبيا للنشر والتوزيع |
| 2022        | الكتاب السابع - دقة ليل                | دار كتوبيا للنشر والتوزيع |
| 2023        | الكتاب الثامن - لعبة ناجورور           | دار كتوبيا للنشر والتوزيع |
| 2023        | الكتاب التاسع - نادي الصلعاوات         | دار كتوبيا للنشر والتوزيع |
| 2023        | الكتاب العاشر - نوم العصاري            | دار كتوبيا للنشر والتوزيع |
| 2023        | الكتاب الحادي عشر - ابن الريح          | دار كتوبيا للنشر والتوزيع |
| 2023        | الكتاب الثاني عشر - الزوجة أول من يعلم | دار كتوبيا للنشر والتوزيع |
| 2023        | الكتاب الثالث عشر - الضفدع             | دار كتوبيا للنشر والتوزيع |
| 2024        | الكتاب الرابع عشر - الزوهري            | دار كتوبيا للنشر والتوزيع |
| 2024        | الكتاب الخامس عشر - عن الرعب والسفر    | دار كتوبيا للنشر والتوزيع |
| 2025        | الكتاب السادس عشر - أيام الشقلباظ      | دار كتوبيا للنشر والتوزيع |

## روابط خارجية
- صفحة السلسلة على موقع جود ريدز
- صفحة السلسلة على موقع أبجد